# Teulada (Italië)
Teulada is een gemeente in de Italiaanse provincie Zuid-Sardinië (regio Sardinië) en telt 3905 inwoners (31-12-2004). De oppervlakte bedraagt 246,2 km², de bevolkingsdichtheid is 16 inwoners per km².
De volgende frazioni maken deel uit van de gemeente: Gutturu saidu, Masoni de susu, Masoni de monti, Su de Is seis, Perdaiola, Su fonnesu, Foxi, Malfatano, Sa portedda, Matteu, Is carillus, Genniomus.

## Demografie
Teulada telt ongeveer 1531 huishoudens. Het aantal inwoners daalde in de periode 1991-2001 met 15,2% volgens cijfers uit de tienjaarlijkse volkstellingen van ISTAT.
| Jaar | Inwoneraantal |
| ---- | ------------- |
| 1991 | 4702          |
| 2001 | 3988          |

## Geografie
De gemeente ligt op ongeveer 50 m boven zeeniveau.
Teulada grenst aan de volgende gemeenten: Domus de Maria, Masainas (CI), Piscinas (CI), Pula, Sant'Anna Arresi (CI), Santadi (CI).